# Acacia donaldii
Acacia donaldii là một loài thực vật có hoa trong họ Đậu. Loài này được Haines miêu tả khoa học đầu tiên.